# Sabáh Fachrí
Sabáh Fachrí (anglický přepis Sabah Fakhri,  2. května 1933 Aleppo – 2. listopadu 2021 Damašek) byl syrský zpěvák pocházející z Aleppa a interpretující klasickou arabskou hudbu. Koncertoval v řadě zemí světa, i mimo oblast arabské kultury. Používá obvykle písňové texty (muwaššahát) klasických básníků, jako byli Abú Firás al-Hamdání nebo Al-Mutanabbí. Od roku 1998 byl jako zástupce umělců členem syrského parlamentu.

## Vyznamenání
- velkokříž Řádu za zásluhy – Egypt
- Řád za zásluhy I. třídy – Libanon
- velkokříž Řádu Ouissam Alaouite – Maroko
- velkostuha Řádu Ománu – Omán
- velkostuha Řádu za občanské zásluhy – Sýrie
- velkostuha Řádu za zásluhy – Tunisko